# Václav Ježek
Václav Ježek (ur. 1 października 1923 w Zwoleniu, zm. 27 sierpnia 1995 w Pradze) – piłkarz słowacki, a po zakończeniu kariery trener.

## Kariera piłkarska
Ježek w swojej karierze piłkarskiej nigdy nie grał w 1. lidze Czechosłowacji, ani żadnym czołowym wówczas klubie. Przez kilkanaście lat gry w piłkę zaliczył takie zespoły jak: Slavia Banská Bystrica, SK Jaroměř, SK Dvůr Králové, Spartak Úpice, Spartak Hradec Králové, Střela Milovice, Dukla Brno oraz Tatran Liberec.

## Kariera trenerska
Po zakończeniu kariery piłkarskiej Ježek został trenerem. Początkowo trenował drużyny juniorów Tatrana Liberec, później przemianowanego na Jiskrę Liberec. Następnie został pierwszym trenerem seniorów Lokomotivy Česká Lípa. W latach 1959–1963 pracował z młodzieżą w Dukli Praga. Niedługo potem był trenerem pierwszej drużyny Sparty Praga, z którą dwukrotnie wywalczył mistrzostwo Czechosłowacji w latach 1965 i 1967, jeden Puchar Czechosłowacji w 1964 i w tym samym roku także Puchar Mitropa. W 1969 roku Ježek wyjechał do Holandii, w której przez 3 lata trenował ADO Den Haag, jednak nie odniósł z nim większych sukcesów.
W 1972 roku Ježek został mianowany selekcjonerem reprezentacji Czechosłowacji. Nie zdołał z nią awansować do Mistrzostw Świata w RFN, ale osiągnął z nią sukces na Mistrzostwach Europy w Jugosławii, gdy Czechosłowacja pokonała po rzutach karnych RFN i została pierwszy raz w historii mistrzem Europy. Po nieudanych kwalifikacjach do Mistrzostw Świata w Argentynie Ježek zmienił pracę. Powrócił do Holandii i objął Feyenoord, z którym zdobył w 1980 roku Puchar Holandii. W rotterdamskim klubie pracował do 1982 roku i wtedy po raz drugi w życiu został szkoleniowcem Sparty Praga. W 1984 roku zdobył z nią mistrzostwo kraju oraz puchar, a niedługo potem zamienił Spartę na szwajcarski FC Zürich. W 1986 roku jednak znów wrócił do Sparty i dwukrotnie zostawał z nią mistrzem kraju.
W latach 1988–1990 Ježek był asystentem Jozefa Vengloša, ówczesnego selekcjonera czechosłowackiej reprezentacji. Duet ten awansował do Mistrzostw Świata we Włoszech, na których Czechosłowacja odpadła w ćwierćfinale po porażce 0:1 z późniejszymi mistrzami, RFN. W 1991 roku Ježek został trenerem Slavii Praga i stworzył tam duet trenerski wraz z Vlastimilem Petrželą. Pracował tam do 1992 roku, a w rok później przejął kadrę Czechosłowacji i poprowadził ją w 6 meczach eliminacji do Mistrzostw Świata w USA, ale nie zdołał się do nich zakwalifikować. Po eliminacjach zakończył pracę z kadrą. Zmarł 27 sierpnia 1995 w Pradze.

## Sukcesy
- Mistrzostwo Czechosłowacji: 1965, 1967, 1984, 1987, 1988 ze Spartą
- Puchar Czechosłowacji: 1964, 1984, 1988 ze Spartą
- Puchar Mitropa: 1964 ze Spartą
- Puchar Holandii: 1980 z Feyenoordem
- Mistrzostwo Europy: 1976